# Yongdong, Chongqing
Yongdong (kinesiska: 涌洞) är en socken i sydvästra Kina. Den ligger i häradet Xiushan i storstadsområdet Chongqing, omkring 270 kilometer sydost om det centrala stadsdistriktet Yuzhong. Antalet invånare är 7 643. Befolkningen består av 3 631 kvinnor och 4 012 män. Barn under 15 år utgör 23,0 %, vuxna 15-64 år 62 %, och äldre över 65 år 13,0 %.